# Javier Fernández Fernández
Pour les articles homonymes, voir Javier Fernández et Fernández.
Javier Fernández Fernández, né le 7 janvier 1948 à Mieres, est un homme politique espagnol membre du Parti socialiste ouvrier espagnol (PSOE).
Il est président de la principauté des Asturies entre 2012 et 2019.

## Biographie

### Études et débuts professionnels
Il étudie le génie supérieur des mines à l'École des mines d'Oviedo, puis à l'École technique supérieure des ingénieurs des mines et de l'énergie de Madrid. En 1978, il ouvre avec deux collègues un bureau d'études techniques à Gijón.

### Parcours dans la fonction publique
En 1985, il passe avec succès le concours du corps des ingénieurs des mines du ministère de l'Industrie et de l'Énergie. Il se voit alors affecté en Cantabrie.
Adhérent du PSOE à compter de 1987, il est nommé directeur des Mines et de l'Énergie de la principauté des Asturies en 1991. Il est relevé de ses fonctions au bout de quatre ans, avec l'arrivée au pouvoir du Parti populaire (PP).

### Député au Congrès
À l'occasion des élections législatives anticipées du 3 mars 1996, il est investi en quatrième position sur la liste du PSOE dans les Asturies.
Élu au Congrès des députés, il est membre de la commission de l'Industrie, de l'Énergie et du Tourisme, et de la commission des Infrastructures, où il est même porte-parole adjoint du groupe socialiste à partir de janvier 1998.
Il démissionne le 22 juillet 1999, et devient dès le lendemain conseiller à l'Industrie, au Commerce et au Tourisme du gouvernement des Asturies, présidé par le socialiste Vicente Álvarez Areces.

### Secrétaire général de la FSA-PSOE
Lors du XXVIIIe congrès de la Fédération socialiste asturienne-PSOE (FSA-PSOE), il décide de se présenter au secrétariat général, à la suite du renoncement de Luis Martínez Noval. Issu de l'aile gauche du parti et soutenu par la commission exécutive sortante, il se trouve opposé à Álvaro Álvarez, appuyé par le président du gouvernement régional. À l'issue du vote du 4 novembre 2000, il totalise 215 voix de délégués, contre 194 à son concurrent, soit 52,6 % des suffrages. Il échoue à réussir la synthèse et la rénovation promises, aussi la liste de la commission exécutive, qu'il soumet le lendemain, ne recueille que 48 % de voix favorables, contre 52 % d'abstentions. Il démissionne six jours plus tard de ses fonctions gouvernementales.
Après les élections régionales du 25 mai 2003, il est désigné sénateur par la Junte générale. Il intègre la commission de l'Environnement, dont il est le deuxième secrétaire, et la commission générale des communautés autonomes. À la suite des élections sénatoriales du 14 mars 2004, il devient membre de la députation permanente et premier vice-président de la commission de l'Économie et des Finances. Au mois de juillet suivant, il est confirmé à la tête de la FSA-PSOE avec 92,5 % des suffrages des délégués.
Élu député à la Junte générale lors du scrutin du 27 mai 2007, il est à nouveau désigné sénateur et reconduit dans ses différentes fonctions. Une fois les  élections sénatoriales du 9 mars 2008 passées, il est maintenu à la députation permanente et prend la présidence de la commission du Règlement.

### L'échec des élections de 2011
Au mois d'octobre 2010, il est investi candidat à la présidence de la principauté, après trois mandats de Vicente Álvarez Areces. Le jour de l'élection, le 22 mai 2011, la FSA-PSOE totalise 30,7 % des voix et 15 députés sur 45, contre 30,5 % et 16 élus au Forum des Asturies (FAC) de l'ancien cadre du PP Francisco Álvarez-Cascos. Le centre droit totalisant 26 sièges à la Junte générale, il ne présente pas au vote d'investiture et Álvarez-Cascos s'installe au pouvoir. Réélu sénateur le 20 juillet, il renonce à récupérer son siège après que le Sénat a été dissous, en septembre.

### Président des Asturies
À la fin de l'année 2011, Francisco Álvarez-Cascos échoue à faire approuver son budget, conduisant au déclenchement de nouvelles élections, convoquées le 25 mars. Au cours de ce scrutin anticipé, la FSA-PSOE remporte 32 % des voix et 17 députés, nettement devant le FAC qui recueille 24,8 % des suffrages et 12 élus.
Ayant négocié le soutien de la Gauche unie (IU) et d'Union, progrès et démocratie (UPyD), Javier Fernández est investi président de la principauté des Asturies par 23 voix contre 22 abstentions le 23 mai suivant. Il est officiellement nommé deux jours plus tard. Il nomme un gouvernement de cinq femmes et trois hommes, auquel IU refuse finalement de participer, bien qu'il lui ait offert deux départements exécutifs, en conséquence du vote de ses militants.
Lors de l'élection du 24 mai 2015, les socialistes reculent à 26,5 % des voix et 14 élus. Sans négocier l'appui des autres forces de gauche, il se présente au premier vote d'investiture, pour lequel la majorité absolue est requise. Le 1er juillet, il remporte 14 voix, contre 11 pour Mercedes Fernández, du Parti populaire, et 9 pour Emilio León, de Podemos. Au cours du deuxième vote, organisé le 3 juillet, le FAC passe de l'abstention au vote en faveur de la candidate du PP, ce qui conduit à une égalité avec 14 voix pour chaque prétendant. Il obtient finalement l'investiture le 21 juillet, par 19 voix en sa faveur, provenant de la FSA-PSOE et de la Gauche unie (IU), contre 14 à Mercedes Fernández et 12 abstentions, de Podemos et Ciudadanos.

### Chef provisoire du PSOE
Le 1er octobre 2016, le secrétaire général du PSOE Pedro Sánchez démissionne après une semaine de vive tension et alors que le comité fédéral a refusé de convoquer un congrès extraordinaire au mois de novembre. Javier Fernández est alors choisi pour présider la direction provisoire (en espagnol : comisión gestora) qui remplacera la commission exécutive fédérale jusqu'à la tenue du prochain congrès du PSOE, étant perçu comme une référence morale au sein du parti. Il est élu par acclamation et constitue une équipe de neuf membres au sein de laquelle la moitié des fédérations est représentée.